# Wojciech Żywny

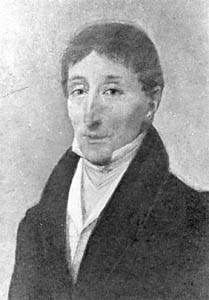
Wojciech Żywny

Wojciech Żywny (Bohemia, 13 de mayo de 1756-21 de febrero de 1842) fue un compositor polaco y profesor de origen checo. Estudió piano, violín, armonía y contrapunto con Jan Kuchař, amante de la música de Johann Sebastian Bach. Fue el primer maestro de piano de Frédéric Chopin.
Trabajó como profesor de música durante tres años en la corte del príncipe Kazimierz Sapieha. Luego se trasladó a Varsovia, donde trabajó como profesor de piano, habiendo ganado muchos estudiantes gracias a sus contactos con Duke Sapieha. Enseñó, entre muchos, a Jan Białobłocki, Dominik Dziewanowski, Tytus Woyciechowski.

## Relación con Frédéric Chopin
Fue un devoto amigo de la familia Chopin y el primer maestro de Frédéric, con quien trabajó desde 1816 hasta 1822.
Después de seis años de trabajar con Frédéric, el propio Żywny decidió que era hora de dejar de trabajar con un estudiante al que ya no podía enseñar.
Chopin, quizás como muestra de agradecimiento por los años de estudio, le dedicó su famosa Polonesa, Op. 53, autografiada: Polonesa para el piano Forté composée et dediée A Monsieur A. Żywny par son Elève Frederyk Chopin a Varsovie Ce 23 de abril de 1821.